# Aladdin legújabb kalandjai
Az Aladdin legújabb kalandjai (eredeti cím: Les Nouvelles Aventures d'Aladin) 2015-ben bemutatott francia kalandfilm, vígjáték, amelyet Arthur Benzaquen rendezett.
A forgatókönyvet Daive Cohen írta. A producerei Jérôme Seydoux, Daniel Tordjman, Jonathan Blumenthal, Romain Le Grand, Patrick Quinet és Frantz Richard. A főszerepekben Kev Adams, William Lebghil, Jean-Paul Rouve, Vanessa Guide és Audrey Lamy láthatók. A film zeneszerzői Maxime Desprez és Michael Tordjman. A film gyártója a Pathé, az M6 Films, a 74 films és az Artémis Productions, forgalmazója a Pathé. Műfaja filmvígjáték, kalandfilm. 
Franciaországban 2015. október 14-én mutatták be a mozikban.

## Cselekmény
Karácsony este Sam és legjobb haverja, Khalid Mikulásnak álcázzák magukat, hogy mindent ellopjanak a Galeries Lafayette áruházból, ami a kezük ügyébe kerül. Szerencsétlenségére Samet 6 és 10 év közötti gyerekek szorítják sarokba az öltözéke miatt, akik arra kérik, hogy meséljen nekik Aladdinról. 
Kezdetben ezt visszautasítja, de amikor az emelet menedzsere is ragaszkodik hozzá, a maga módján mesélni kezdi Aladdin történetét. A gyerekek időnként kérdeznek tőle a történettel kapcsolatban, olyankor kitalál valamit, ami éppen eszébe jut.
A mese főszereplői Sam valós életében élő emberek. Neki az a vágya, hogy rapper, utazó és gazdag legyen, ezek a motívumok a gyerekek fantáziakérdéseivel fokozatosan épülnek be a történetbe. 
Aladdinként Sam útnak indul Bagdad szívébe, az ezer és egy gazdagság városába... Sajnos, a folklór mögött a nép a kegyetlenségéről és kétes leheletéről ismert szörnyűséges vizír zsarnokságától szenved. Aladdin, az ifjú tolvaj, a dzsinn segítségével képes lesz-e meghiúsítani a vizír ördögi terveit, megmenteni Khalidot és elnyerni Shallia hercegnő szívét? Viszontagságok után igen, de a feladat teljesítése még neki sem könnyű.

## Szereplők
| Szereplő | Színész          | Magyar hang         |
| --- | ---------------- | ------------------- |
| Sam / Aladdin | Kev Adams        | Fehér Tibor         |
| Khalid | William Lebghil  | Szabó Máté          |
| Isidore / Tanácsos | Jean-Paul Rouve  | Fazekas István      |
| Sofia / Shallia hercegnő | Vanessa Guide    | Zsigmond Tamara     |
| Barbara / Rababa | Audrey Lamy      | Solecki Janka       |
| Parfümös / Varázsló | Arthur Benzaquen | Holl Nándor         |
| Dzsinn | Éric Judor       | Görög László        |
| Apa / Szultán | Michel Blanc     | Forgács Gábor       |
| Balouad | Ramzy Bedia      | Hajdu Steve         |
| Rádiós | Cyril Hanouna    | Sipos Dávid Günther |
| Szélhámos | Laouni Mouhid    | Turi Bálint         |
| További magyar hangok |                  |                     |
| Ács Balázs, Bodrogi Attila, Bor László, Bor Márton, Csuha Lajos, Dézsy Szabó Gábor, Grúber Zita, Gyarmati Laura, Gyurin Zsolt, Hábermann Lívia, Harcsik Róbert, Kálmán Barnabás, Kapácsy Miklós, Károlyi Lili, Kárpáti Barbara, Lipcsey Colini Borbála, Martin Adél, Pál Dániel Máté, Pál Zsófia, Papucsek Vilmos, Petridisz Hrisztosz, Pupos Tímea, Stern Hanna, Szirtes Marcell, Szrna Krisztián, Tarján Péter, Vida Bálint, Vida Sára |                  |                     |

## Kritikák
- Egyszerre komikus, sármőr, kaszkadőr és rabló, ebben a filmben egy modern és hiteles Aladdin látható.[2]

- Az „Aladdin új kalandjai” című, tinédzsereknek szóló francia kasszasiker lehetővé tenné Kev Adams számára, hogy a francia vígjátékok kalifája legyen.[3]

- Kev Adams a mesélő és a legendás hős kettős szerepét játssza egy olyan vígjátékban, amely a kamaszos szellemességnek, az anakronizmusnak és a népszerű zenei és filmes utalásoknak kedvez. A komikus 20 év alatti rajongóinak kalibrálva.[4]